# 케빈 나
케빈 나(1983년 9월 15일~)는 대한민국 출신의 미국 골프 선수이다.